# Mateo Múgica y Urrestarazu
Mateo Múgica y Urrestarazu (ur. 21 września 1870 w Idiazabal, zm. 27 października 1968 w San Sebastián) – hiszpański duchowny katolicki narodowości baskijskiej, biskup diecezjalny Vitorii w latach 1928-1937.

## Życiorys
Święcenia kapłańskie otrzymał 23 grudnia 1893 roku i inkardynowany został do diecezji Vitoria.
22 lutego 1918 papież Benedykt XV mianował go ordynariuszem diecezji Osma. Sakry udzielił mu abp Francesco Ragonesi. 26 października 1923 przeniesiony został na biskupstwo Pampeluny. 10 marca 1928 powrócił do swej rodzinnej diecezji jako ordynariusz. Rezygnację złożył 12 października 1937 i otrzymał wówczas biskupią stolicę tytularną Cinna. Udał się wówczas na wygnanie (powodem była Hiszpańska wojna domowa) i osiadł we francuskiej części Kraju Basków. Do ojczyzny powrócił w 1947. Do końca życia mieszkał w San Sebastián. 
Od śmierci w lipcu 1967 włoskiego arcybiskupa Angela Paino był najstarszym żyjącym katolickim hierarchą.